# إجازة عائلية مدفوعة الأجر
تشير الإجازة العائلية مدفوعة الأجر إلى الإجازات التي يمكن الحصول عليها من العمل للاستشفاء من الأمراض الخطيرة أو لرعاية أحد أفراد الأسرة الذي يعاني من مرض خطير، أو للتعامل مع طفل حديث الولادة أو تم تبنيه مؤخرًا، ويحصل خلالها الشخص الذي يأخذ الإجازة على بعض الدعم المالي من صاحب العمل أو من خلال وثيقة تأمين أو برنامج حكومي ما. وتشتمل الأسماء الأخرى للإجازات العائلية مدفوعة الأجر على «إجازة الإعاقة العائلية» و«تأمين الإجازة العائلية» و«الإجازة العائلية مدفوعة الأجر».
وقد أتيحت الإجازة العائلية مدفوعة الأجر كحق قانوني و / أو كبرنامج حكومي على مدار العديد من السنوات، بشكل أو بآخر، في معظم الدول، باستثناء الولايات المتحدة الأمريكية وبابوا نيو غينيا وسوازيلاند.

## الإجازات العائلية مدفوعة الأجر في الولايات المتحدة
منذ تمرير قانون الإجازات العائلية والطبية (FMLA) لعام 1993، نمت الإجازات العائلية مدفوعة الأجر كأمر من الأمور المتعلقة بالحقوق السياسية والاجتماعية وحقوق العمال، [بحاجة لمصدر] حيث أن قانون الإجازات العائلية والطبية يتيح إمكانية الحصول على إجازة عائلية غير مدفوعة الأجر لمدة 12 أسبوعًا للعمال في الشركات التي تضم 50 موظفًا أو أكثر. وقد سنت ولاية كاليفورنيا أول برنامج تديره الحكومة الإجازات مدفوعة الأجر في الولايات المتحدة، رغم أن البرنامج يتم تمويله بشكل تام من خلال مساهمات العمال. وفي مايو عام 2007، قامت ولاية واشنطن بسن تشريع يتيح الحصول على الإجازات العائلية مدفوعة الأجر من أجل التعامل مع الأطفال الجدد أو رعايتهم، حيث أصبحت ثاني ولاية تقوم بتمرير تشريع الإجازات العائلية مدفوعة الأجر. كما قامت نيو جيرسي كذلك بعمل برنامج إجازات مدفوعة الأجر.
ومن مايو 2007، لم تقم أي شركة تأمين تجارية بتوفير أي شكل من أشكال تأمين الإجازات العائلية التي تكون متاحة تجاريًا وتوفر مصدرًا للدخل خلال الإجازات العائلية غير مدفوعة الأجر، رغم تقديم طلبين للحصول على براءتي اختراع أمريكيتين فيما يتعلق بأساليب توفير مثل هذا التأمين.
وقد قامت بعض شركات إصدار بطاقات الائتمان وغيرها من شركات تقديم القروض بتوفير تأمين «حماية الائتمان» على مدار سنوات يدفع الحد الأدنى من المدفوعات أو فوائد فقط على أرصدة الائتمان أثناء «إجازات عائلية» معينة. وتباع هذه الأنواع من التأمينات، في الغالب، تحت اسم «حماية الائتمان» أو «حماية نتائج الائتمان».
وأوضحت دراسة أجريت عام 2002 على يد جمعية إدارة الموارد البشرية (SHRM) أن حوالي 30% من كل الشركات الضخمة توفر مستوى معينًا من مستويات الإجازات العائلية مدفوعة الأجر، رغم أن هذا الرقم، مقارنة بإجمالي عدد الشركات التي تستخدم الموظفين، منخفض للغاية.[بحاجة لمصدر]